# Rooney Mara
Patricia Rooney Mara (Bedford, New York, 17 april 1985) is een Amerikaans actrice.

## Biografie
Mara groeide op in Bedford en is de jongere zus van actrice Kate Mara. Haar eerste kleine rol had ze in 2005 in de horrorfilm Urban Legends: Bloody Mary, waar ze samen met haar oudere zus Kate in meespeelde. Ze had enkele rollen in televisieseries en films alvorens in 2009 haar eerste hoofdrol te krijgen in Tanner Hall. Ze deed oorspronkelijk auditie voor de bijrol van Lucasta maar regisseur Tatiana von Fürstenberg was zo onder de indruk van de actrice dat zij haar de hoofdrol aanbood. Tijdens het draaien van deze film besloot ze haar naam van “Tricia Mara” te veranderen in haar huidige naam. Voor haar rol in deze film werd ze enkele malen bekroond. Vanaf 2010 vertolkte ze hoofdrollen in grote films die haar meerdere prijzen en een Oscarnominatie voor beste actrice (2011) opleverden.

## Prijzen
- Voor haar rol in Tanner Hall kreeg ze de Rising Star Award op het Hamptons Film Festival 2009 en de Stargazer Award op het Gen Art Film Festival 2010.
- Voor haar rollen in The Social Network en The Girl with the Dragon Tattoo won ze verscheidene prijzen.
- Oscarnominatie voor  Beste Actrice in 2011 voor haar rol in The Girl with the Dragon Tattoo.
- Filmfestival van Cannes 2015: beste actrice (ex-aequo met Emmanuelle Bercot) voor haar rol in Carol.[1]